# Magyar Mickiewicz Társaság
A Magyar Mickiewicz Társaság (lengyelül: Węgierskie Towarzystwo im. Mickiewicza, franciául: Société Hongroise Mickiewicz) 1929 és 1948 között működött lengyel–magyar irodalmi és kulturális egyesület volt, amely személyi összetétele és az általa megvalósított program alapján mindmáig a valaha volt legjelentősebb lengyelbarát szervezet Magyarországon.

## Jelentősége
A két évtizeden át működött Társaság Adam Mickiewicz lengyel költő, a három nemzeti bárd egyikének nevét vette fel. Mickiewicz a legismertebb lengyel költők közé tartozik. 1848 tavaszán Rómában Lengyel Légiót szervezett és az 1848–49-es magyar szabadságharc megsegítésére „Kiáltvány a magyarokhoz” (Odezwa do Węgrów) címmel publikációt írt.
A Társaság története két – a második világháború végéig tartó, illetve az utáni – korszakra osztható. Tényleges vezetői Nyáry Albert, Palóczi Edgár, Miklóssi Ferdinánd Leó, Bevilaqua-Borsodi Béla és Lukács György volt, tiszteletbeli elnökei Serédi Jusztinián hercegprímás és Hóman Bálint kultuszminiszter, alelnök pedig Bajcsy-Zsilinszky Endre.
Név szerint ismert tagjainak száma 144 fő volt. Legtöbbjük nem lengyel vagy lengyel származású volt, hanem magyar, aki tevőlegesen részt kívánt venni a lengyel–magyar kapcsolatok építésében. A tagság részben azonos volt más lengyel szervezetek tagságával (Magyar–Lengyel Egyesület, Lengyel–Magyar Kereskedelmi Kamara, Báthory Emlékbizottság), de ebben politikával vagy kereskedelemmel nem foglalkozó neves tudósok, írók, színészek, rendezők, festők és zenészek is munkálkodtak. A rendszerváltások és történelmi tragédiák során a vezetők és a tagok jelentősen cserélődtek, így egymást követően a jobboldalitól a kommunistáig sokféle ember megfordult a soraiban.
1936-ban Magyar Mickiewicz Társaság nagydíja díjat alapítottak, melyet lengyel vagy magyar írók, művészek, tudósok kaphattak meg.
A Társaság jelentette meg a Lengyel–Magyar Kurír folyóiratot és a Magyar–Lengyel Könyvtár könyvsorozatot. Számos magyarországi szobor és másféle emlék, emlékhely létrehozása is a működésének köszönhető, pl. a budapesti Bem-szobor – amely az 1956-os forradalom egyik kiinduló helyszíne volt – és a zuglói Báthory-szobor.

## Története

### Előzmények
1927. január 6-án a Magyar–Lengyel Egyesület ülésén Bevilaqua-Borsodi Béla tartott előadást Az 1831-es párisi lengyel emigráció címmel. Előadása után – amelyben Mickiewicznek a nagy emigrációban játszott szerepéről is szólt – Miklóssi tett javaslatot a Magyar–Lengyel Egyesülettől és a politikától független irodalmi-kulturális szervezet megalakítására. Egy későbbi visszaemlékező, Kovács Endre szerint az egyesület 1927. február 12-i estjén Vikár Béla beszélt a magyar–lengyel szellemi kapcsolatokról, majd Mészáros Lajos javasolta a Társaság megalapítását.
1928-ban Köveskuti Jenő zenepedagógus, az egyesület ügyvezető igazgatója készítette el a Társaság alapszabály-tervezetét, amelyet Nyáry, az egyesület elnöke véleményezett.  Az alakuló ülést 1929. szeptember 29-én tartották a lengyel egyetemi tanárok budapesti látogatása alkalmával. Az ülést Csekonics Iván hívta össze, aki az egyesületből belső ellentétek miatt időközben távozó Köveskuti helyét vette át az egyesület vezetésében. A Társaság első ügyvezető elnöke Nyáry lett.
Bevilaqua visszaemlékezése szerint a Mickiewicz név választását az a magyar vonatkozás indokolta, hogy 1848-ban Rómában ő vetette fel először a lengyel légió megalakításának a szükségességét Ausztria ellen.
Bár Mickiewiczet Magyarországon váteszköltőnek tartották, de csak kisszámú művét fordították magyarra, s költészete kevéssé volt ismert. A Társaság megalapítása és névválasztása az 1930-as évektől kezdve növelte a költő magyarországi ismertségét és hatását.
A Társaság a lengyel–magyar kapcsolatok elmélyítését, a magyar és lengyel irodalmi és művészeti kapcsolatok ápolását, a lengyel nemzet kulturális és irodalmi megnyilatkozásainak magyarországi népszerűsítését, továbbá a két ország közötti idegenforgalom fejlesztését tűzte ki célul. Kifejezett elhatározás volt ugyanakkor, hogy a szervezet ne politizáljon.

### 1929–1945
A tagok havonta, kéthavonta gyűltek össze felolvasásokat, ünnepélyeket vagy megemlékezéseket tartani. Leggyakrabban a Fészek Klubban jöttek össze. A kiemelt eseményeket az Országház épületében, a Magyar Külügyi Társaság termében tartották. A világháború éveiben az Otthon Írók és Hírlapírók Körében találkoztak, ami a korabeli értelmiség egyik kedvelt helye volt.
A Társaság az első években alárendelt szerepet játszott a Magyar–Lengyel Egyesülethez képest, bár vezetőik gyakran ugyanazok a személyek voltak. Ennek oka, hogy a legfőbb célkitűzés ekkoriban még az volt, hogy a versailles-i békeszerződéssel elszigetelt Magyarország számára barátot és politikai szövetségest találjanak. Politikailag független szervezet akkor működhetett, amikor a két ország közeledése már megtörtént.
A szervezet hivatalos lapja a Magyar–Lengyel Kurír volt. A háborús pusztítások miatt a megjelent 24 évfolyamból csak az 1946–1947-es évfolyamok lapszámai maradtak fenn, melyeket az OSZK és az Országgyűlési Könyvtár őriz napjainkban. Az újságban többek között Miklóssi, id. Antall József és Bevilaqua cikkei jelentek meg.
A tudományt és művészeteket népszerűsítő Magyar–Lengyel Könyvtár könyvsorozatban 1929 és 1943 között 13 kötet jelent meg és további egytucatnyi könyvet terveztek megjelentetni. A Társaság 1935-től gondozta a sorozatot.
A két világháború között a tagok gyakran tartottak előadásokat szerte az országban Mickiewiczről és a lengyel-barátságról, így Debrecenben, Egerben, Esztergomban, Győrött, Kassán, Kiskunfélegyházán és Komáromban. 1934-ben a Pan Tadeusz megalkotásának 100. évfordulóján előadóülést rendeztek a Magyar Tudományos Akadémián, melyen Lukács, Zulawski Andor és Nemes Erdeős László tartott előadást Mickiewiczről, Piłsudskiról és az 1919–1921 között zajló  lengyel–bolsevik háborúról. 1935 novemberében, Mickiewicz halálának 80. évfordulóján szintén emlékülést tartottak. Lukács megnyitója után Palóczi Mickiewiczről, Kertész János Lengyelország és az Andrássyak kapcsolatáról beszélt. Az ülésen részt vett Stanisław Łepkowski lengyel követ és herceg Odeschalchiné Andrássy Klára. (A hercegné Andrássy Gyula legfiatalabb unokája, és a lengyel ügyet politikájának homlokterébe állító ifj. Andrássy Gyula nevelt lánya volt, aki a Magyar–Lengyel Menekültügyi Bizottság alelnöki tisztségét viselte.) A szervezet 1943-ban Esztergomban tartotta legsikeresebb vándorgyűlését, amelyen sokak mellett Henryk Sławik, a mártíromságot szenvedett lengyel újságíró is felszólalt.
1936-ban Palóczi felvetette azt az elméletet, hogy a budapesti János-hegy eredetileg Sobieski János lengyel királyról lett elnevezve a 18. század elején, és nem Hunyadi Jánosról vagy Szapolyai Jánosról. A Társaság javasolta, hogy táblával pontosítsák a János-hegy megnevezését. Mintául az szolgált volna, hogy Vilniusban Báthori István magyar hadvezéréről, Bekes Gáspárról nevezték el a Bekes-halmot (litvánul: Bekešo kalnas). Ugyancsak 1936-ban történt, hogy A Magyar Mickiewicz Társaság nagydíja címmel kitüntetést alapítottak. 1940-ig 10 elismerést adtak ki ebből.
1937-ben a Fővárosi Közmunkák Tanácsától azt kérték, hogy a Kertész utcát nevezzék át Mickiewicz utcának, de kezdeményezésük nem volt sikeres. Ugyanebben az évben tervbe vették Veress Endre történész 10 kötetes Báthori-kori lengyel–magyar forrásgyűjteményének a kiadását, ami pénzhiány miatt nem valósult meg.
1938-ban jelent meg Bardócz Árpád költő Hetedik ősz c. kötete, mely Julian Tuwim lengyel költő verseinek magyar fordítását tartalmazta. Az évtized második felében Kovács-Karap Ernő lengyelből, Sziklay János németből lefordította Mickiewicz fő művét, a Pan Tadeuszt. Utóbbi fordítás kiadását a Társaság előkészítette, de megjelenését 1939-ben hivatalosan nem engedélyezték a fordítás hiányosságaira hivatkozva. Feltehető, hogy a döntésben Lengyelország német megszállásának is szerepe lehetett.
A világháború kitörése után felerősödött a szervezet szociális tevékenysége válaszul arra, hogy Lengyelországból több, mint százezer keresztény és zsidó menekült Magyarországra. A kulturális tevékenység is változáson ment át, mert az új otthonra lelt lengyel tudósok és művészek – pl. Kazimiera Iłłakowiczówna, Adam Bahdaj, Stanisław Vincenz és Tadeusz Fangrat – a Társaságban mutatták be új műveiket.
A Társaság utolsó törvényes ülését 1944. február 21-én tartotta. Magyarország német megszállását követően már nem működhetett. Vezetői közül Bajcsy-Zsilinszky, Kertész és Palóczi mártíromságot szenvedett, ahogy több más tag is. Miklóssi származása miatt szintén a Gestapo letartóztatásában volt, de megmenekült.

### 1945–1948
A világháború után Miklóssi és Bevilaqua újraindították az egyesületet és hivatalos lapját, saját lakásukat és vagyonukat is biztosítva a működéshez. Az első ülést 1946-ban tartották Mickiewicz halálának 90. évfordulóján. A Magyar–Lengyel Kurír is megjelent, egyik lapszámában az ellen szólaltak fel, hogy karácsonykor a lengyel menekültek közül többeket törvényes vád nélkül őrizetben tartottak, megalázva őket. 
A háború következményeként számos tag hunyt el vagy emigrált külföldre, de a tagok a rendszerváltás miatt is nagymértékben cserélődtek úgy, hogy baloldaliak és kommunisták léptek be a soraiba. A tevékenység két irányban is bővült (sport és női osztály). 
A Társaság korábbi tevékenységét 1946 áprilisában és 1947 októberében a Szövetséges Ellenőrző Bizottság parancsára felülvizsgálták, majd 1948 februárjában az ÁVO is ellenőrzési jelentést bocsátott ki. Ez utóbbi megállapította, hogy a Társaság tagjai nem a haladó szellem hívei, és felfogásuk nem mindig egyezik a demokratikus felfogással. A vizsgálat szerint azonban az ÁVO nyilvántartásában csak egyetlen tag, Supka Géza országgyűlési képviselő neve szerepelt.
Miután a tagok szembesültek azzal, hogy az ÁVO megfigyelése alatt állnak, és a lengyel követségtől nem kaptak sem érdemi védelmet, sem segítséget autonómiájuk megőrzéséhez, az 1948. május 8-ai ülésükön kimondták, hogy a Magyar Mickiewicz Társaság belép a Magyar–Lengyel Társaságba. Ez utóbbi szervezet 1949-ben önként feloszlatta magát.

## Szervezete és tagjai
A társaság vezetését az ügyvezető elnökök végezték, akik mellett tiszteletbeli elnökök működtek tényleges feladatok nélkül. Utóbbiak kivételével valamennyi tisztségviselőt egy-egy évre bízta meg a választmány. Az elnökök szervező és képviseleti munkáját társ- és alelnökök segítették. A társaság levelezését, hivatali ügyeinek intézését, az újságokkal és más szervezetekkel való kapcsolattartását a főtitkár és helyettese, a titkár végezte. Pénzügyekben a pénztáros, az ellenőr és a számvizsgálók jártak el. Nagyobb rendezvények esetén szervezőbizottságot állítottak fel. A világháború után a Társaság szervezete Sportügyi Osztállyal és Hölgybizottsággal bővült.
A második világháború előtt a Társaságnak legfeljebb 60 tagja lehetett. Új tagot akkor vettek fel, ha lemondás vagy elhalálozás miatt egy hely megüresedett. A szigorú szabály a megfelelő tudományos színvonalat volt hivatva biztosítani. A tagság főképp rendes tagokból állt, akik mellett néhány kül- és dísztagot választottak. Kültag volt Tadeusz Fangrat lengyel követségi titkár, dísztag id. Antall József, továbbá 1945 után Leonid Pervomajszkij orosz katona, költő, aki Petőfiről írt verset. Nagyobb arányú tagcserére a világháborút követően került sor.
A tagok és vezetők között kis számban voltak a lengyelül tudók vagy lengyel származásúak. A tagságot elsősorban a tudományos és kulturális érdeklődés, a lengyelek iránt érzett szimpátia vagy a magyar–lengyel kapcsolatok építése iránt érzett felelősség tartotta egyben. 
A társaság működéséhez és a célok megvalósításához szükséges anyagi fedezetet a tagdíjak, a magyar hatóságok és a lengyel nagykövetség támogatásai, továbbá közadakozások biztosították. A Társaság székhelye a mindenkori főtitkárok lakáscíme volt. Első székhelye a Széchenyi utca 1. (Palóczi), a második a Visegrádi utca 3. (Kertész), a harmadik a Delej utca 34. (Miklóssi) alatt volt.
A Társaság tagja volt a tudományos, társadalmi, ifjúsági és kulturális szervezeteket tömörítő, 1930-ban alapított és Klebelsberg Kunó elnöklete alatt működő Magyar–Lengyel Szövetségnek. A Szövetségnek tagja volt még a Magyarországi Lengyel Legionisták Szövetsége, az Országos Magyar–Lengyel Diákszövetség, a Magyar–Lengyel Egyesület és az Országos Magyar–Lengyel Cserkész Kör.
Tiszteletbeli elnökök:
- Serédi Jusztinián hercegprímás (1933-1935)
- Hóman Bálint kultuszminiszter (1935-től)

Ügyvezető elnökök:
- Nyáry Albert (1929-1933)
- Pekár Gyula (1933-1935)
- Lukács György vallás- és közoktatásügyi miniszter (1935-1948)
- Aggházy Kamil hadtörténész (1945-ben, Lukács betegsége idején ideiglenesen)

Társ- és alelnökök:
- Bajcsy-Zsilinszky Endre
- Miklóssi Ferdinánd Leó

Főtitkárok, titkárok:
- Kiss Menyhért (?)
- Zulawski Andor (1933-1935)
- Palóczi Edgár (1935-1940)
- Kertész János (1940-től)[1]
- Bevilaqua-Borsodi Béla (valószínűleg 1944 után, Kertész letartóztatását követően)

Sportügyi Osztály vezetői (a második világháború végétől a társaság megszűnéséig):
- Vámos László
- Bieliczki István

Hölgybizottság tagjai (a második világháború végétől a társaság megszűnéséig):
- Szakasits Árpádné
- Rónai Sándorné

## Kapcsolódó információ
- Nizalowski Attila: Miklóssi Leó Ferdinánd és társai emlékezete. mandiner.hu